# 金魚增一
金魚增一(繪架座α) (α Pic / α Pictoris)是繪架座最亮的恆星，視星等3.30，距離太陽99光年 。這是一顆比較年輕的牧夫座λ型星 ，估計年齡為6億6千萬歲，並且以高速自轉，估計恆星自轉的速率可能高於206公里/秒。
光譜的吸收譜現呈現狹窄且隨時間變化的現象，顯示出星周盤氣體朝向恆星的特徵。這不是星際物質造成的結果，但可能取代的是沿著軌道平面的氣體殼。金魚增一被歸類為快速旋轉的殼層星，可能在近期內會將大氣層的質量拋射出來。
來自依巴谷任務的資料顯示，這可能是一顆尚待確認的聯星，有一顆軌道半長軸為1天文單位的伴星，或是與太陽到地球相等的距離。金魚增一也是一個X射線源，由於模型預測這顆恆星沒有磁發電機，因此它是一顆不尋常的A型恆星。這些輻射可能來自他的伴星。 
這顆恆星的空間速度分量是U = -22，V = -20和W = -9 公里/秒。
對水星而言，金魚增一是他的南極星。